# Kjell Schneider
Pour les articles homonymes, voir Schneider.
Kjell Schneider, né le 4 octobre 1976 à Kiel, est un joueur allemand de beach-volley. 
Il est médaillé de bronze aux Championnats du monde de beach-volley en 2005 avec Julius Brink.